# Conus carlottae
Espèce
Conus carlottae est une espèce fossile de mollusques gastéropodes marins de la famille des Conidae.
Comme toutes les espèces du genre Conus, ces escargots sont prédateurs et venimeux. Ils sont capables de « piquer » les humains et doivent donc être manipulés avec précaution, voire pas du tout.

## Description
La taille de la coquille atteint 40 mm.

## Distribution
Cette espèce marine est seulement trouvée comme fossile dans le Néogène de la République dominicaine.

## Taxonomie

### Publication originale
L'espèce Conus carlottae a été décrite pour la première fois en 2015 par le malacologiste américain Jonathan R. Hendricks (d),,.

## Identifiants taxonomiques
- Ressources relatives au vivant :   - Paleobiology Database
  - Global Biodiversity Information Facility
  - World Register of Marine Species

Chaque taxon catalogué par les bases de données biologiques et taxonomiques possède un identifiant qui permet d'établir un point de référence. Les identifiants de Conus carlottae dans les principales bases sont les suivants :
CoL : XX4M - GBIF : 8328273 - WoRMS : 843191